# Gruppo dell'Hochschwab
Il Gruppo dell'Hochschwab (in tedesco Hochschwabgruppe) è un massiccio montuoso delle Alpi Nord-orientali di Stiria nelle Alpi Settentrionali di Stiria.
Si trova in Austria (Stiria). Prende il nome dalla sua montagna più alta e più importante: l'Hochschwab.

## Classificazione

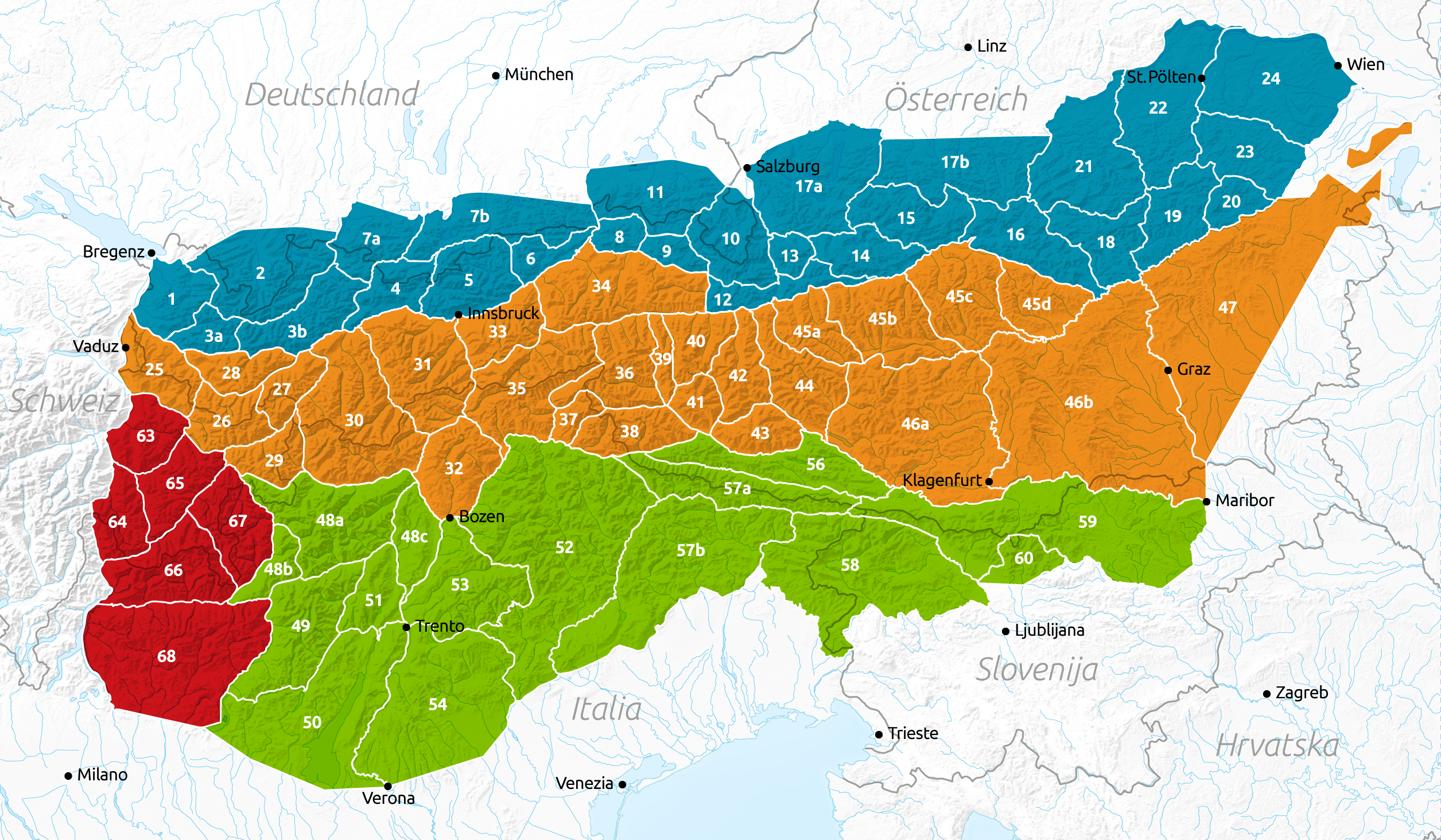
Il Gruppo dell'Hochschwab secondo l'AVE è individuato dal numero 18.

Secondo la SOIUSA il Gruppo dell'Hochschwab è un supergruppo con la seguente classificazione:
- Grande Parte = Alpi Orientali
- Grande Settore = Alpi Nord-orientali
- Sezione = Alpi Settentrionali di Stiria
- Sottosezione = Alpi Nord-orientali di Stiria
- Supergruppo = Gruppo dell'Hochschwab
- Codice = II/B-26.II-A

Secondo l'AVE costituisce il gruppo n. 18 di 75 nelle Alpi Orientali.

## Suddivisione
Il gruppo, secondo la SOIUSA, è suddiviso in quattro gruppi e cinque sottogruppi:
- Catena Trenchtlin-Meßnerin-Kampl (1)
  - Griesmauerzug (1.a)
  - Costiera del Trenchtlin (1.b)
  - Costiera del Meßnerin (1.c)
  - Karlalpe (1.d)
  - Mitteralpe (1.e)
- Gruppo dell'Ebenstein (2)
- Hochschwab i.s.a. (3)
- Gruppo del Staritzen (4)

## Vette

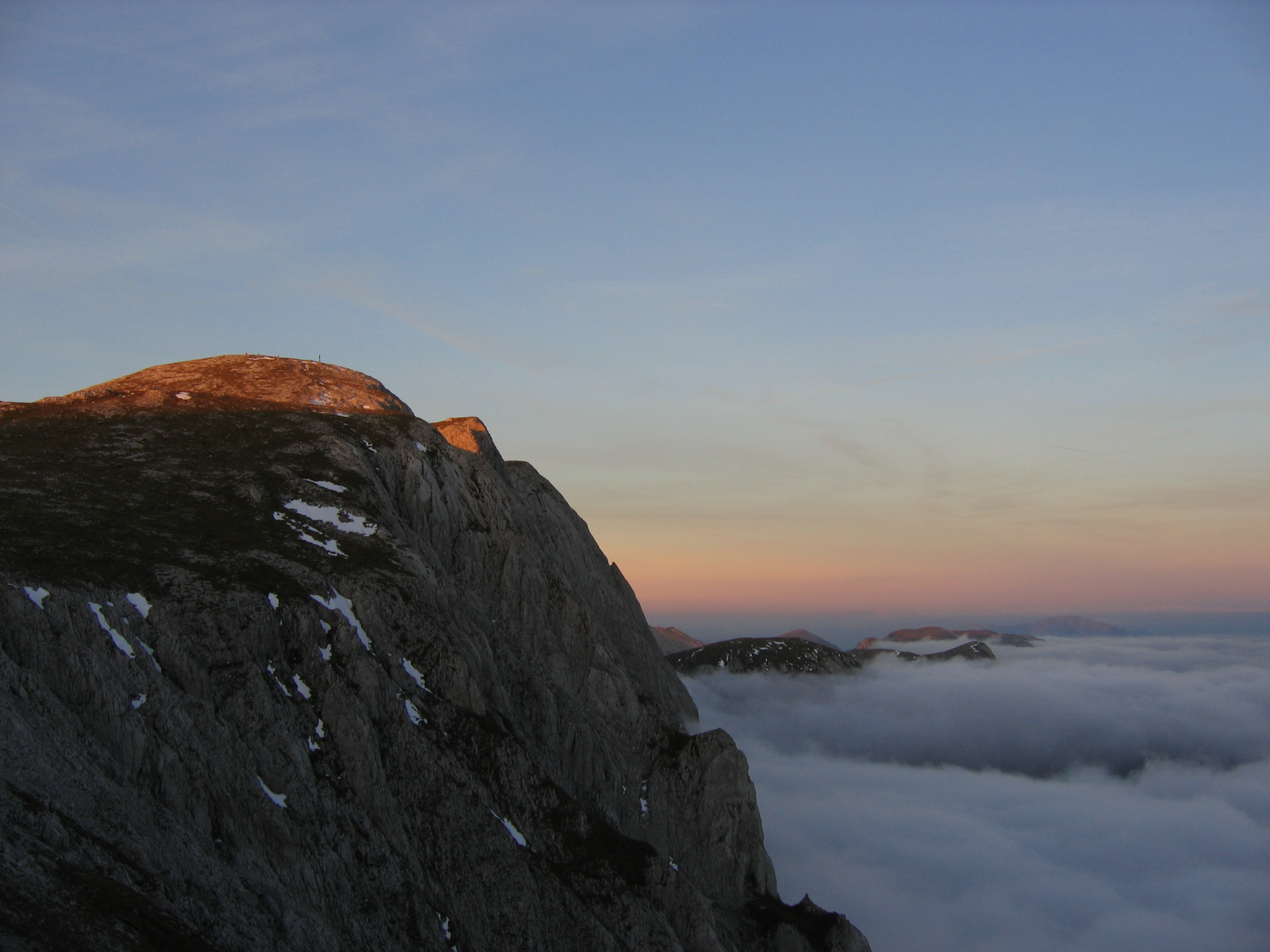
L'Hochschwab.

Le montagne principali del gruppo sono:
- Hochschwab (2277 m)
- Ringkamp (2153 m)
- Ebenstein (2123 m)
- Trenchtling (Hochturm) (2081 m)
- Griesstein (2023 m)
- Beilstein (2012 m)
- Hohe Weichsel (Aflenzer Staritzen) (2006 m)
- Brandstein (2003 m)
- Riegerin (1939 m)
- Meßnerin (1835 m)